# Negreaella palenquensis
Negreaella palenquensis is een hooiwagen uit de familie Biantidae.